# 陈中和 (法官)
陈中和（英語：Raymond T. Chen，1968年7月14日—），臺灣裔美國人，美国联邦巡回区上诉法院法官。

## 生平
陈中和出生于纽约市。其父亲陈允、母亲吴百庆皆毕业于国立台湾大学，于1960年代赴美国留学。陈中和于1990年毕业于加州大学洛杉矶分校电机工程系，1994年获纽约大学法学院法律博士学位。他于1998年起任职于美国专利及商标局，2008年晋升为法务官。期间，他曾多次代表专利及商标局在联邦巡回区上诉法院出庭。此外，他还曾任联邦巡回区上诉法院律师协会专利及商标委员会共同主席、联邦巡回区上诉法院咨询委员会委员。
2013年2月7日，奥巴马总统提名陈中和出任联邦巡回区上诉法院法官。同年8月1日，参议院以97票赞成、0票反对通过了他的提名。他于8月5日正式就职。他也由此成为了该法院历史上第二位亚裔法官。